# Czerwoni Tajowie
Czerwoni Tajowie, Tai Daeng – grupa etniczna w Laosie. Ich liczebność szacuje się na około 25 tys. osób. Posługują się językiem tai daeng z tajskiej grupy językowej. Są wyznawcami animizmu. Użytkownicy tego samego języka z terenu Wietnamu nie uważają się za Czerwonych Tajów, lecz za Czarnych Tajów.